# Äuesow-Theater (Metro Almaty)
Äuesow-Theater (kasachisch Мұхтар Әуезов атындағы театры; russisch Театр имени Мухтара Ауэзова) ist eine Metrostation der Metro Almaty. Sie wurde am 1. Dezember 2011 im Zuge des ersten Bauabschnitts der Metro eröffnet.

## Lage
Der Bahnhof liegt an der Grenze der beiden Stadtbezirke Almaly und Bostandyq und erstreckt sich unterirdisch in Ost-West-Richtung unter dem Abai-Prospekt an der Kreuzung mit der Schandossow-Straße. In unmittelbarerer Umgebung der Station befinden sich das Äuesow-Theater, nach der die Metrostation benannt ist, der Zirkus Almaty und das Staatliche Kastejew-Museum der Künste.

## Beschreibung
Der Bahnsteig ist 104 m lang und 15,2 m breit. Sie liegt in einer Tiefe von 30 m und verfügt über einen Mittelbahnsteig, an dessen östlichem Ende sich der einzige Ausgang befindet. Von dort gelangt man über Rolltreppen in ein Zwischengeschoss unter dem Abai-Prospekt an dessen nördlicher und südlicher Seite sich Aufgänge an die Oberfläche befinden.
Die Wände der Station sind mit dem hellen Kalkstein Travertin verkleidet. An den Säulen auf dem Bahnsteig sind auf jeder Seite acht Scheiben angebracht, die Szenen aus dem Leben von Nomaden zeigen. Am westlichen Ende des Bahnsteiges, an dem sich kein Aufgang befindet, ist ein großes Mosaik angebracht, das eine Szene aus einem Theaterstück zeigt.